# 복정초등학교
복정초등학교는 대한민국 경기도 성남시 수정구에 있는 공립 초등학교이다.

## 학교 연혁
- 1964년 3월 12일 성남국민학교 복정분교 인가
- 1967년 3월 18일 복정국민학교로 승격
- 1984년 10월 24일 교실 8개 개축
- 1985년 3월 1일 복정초등학교 병설유치원 인가 및 개원
- 1985년 3월 3일 제1대 이기관 원장 부임
- 1998년 7월 10일 학교 급식 실시 (전교생)
- 2004년 2월 9일 신축교실 및 구관 리모델링 교실 준공
- 2009년 9월 26일 교실(8실), 특별실(3실) 3층 증축
- 2012년 3월 1일 제16대 이경자 원장 취임
- 2013년 2월 20일 47회 졸업식(총 2,710명)
- 2013년 9월 1일 만 3, 4, 5세 3학급 편성(병설유치원)
- 2014년 3월 3일 입학식 16학급(특수학급1 포함) 편성
- 2015년 2월 13일 48회 졸업식(총 2723명)
- 2015년 3월 2일 입학식 16학급(특수학급1포함) 편성